# Fleur d'oubli
Fleur d'oubli (àrab: خشخاش, Ḫaxẖax) és una pel·lícula tunisiana dirigida per Selma Baccar, estrenada el 2006.

## Sinopsi
Després de la Segona Guerra Mundial, Zakia, una jove de la burgesia, es casa amb Si Mokhtar que la viola i comença una relació homosexual amb el seu servent Jaâfar. Ella l'enganya amb Jaâfar per quedar embarassada sota la pressió de la seva sogra, que busca salvar l'honor del seu fill.
Per calmar un part dolorós, la seva mare li dona una tisana feta de rosella, en àrab khaixkhaix, que dona nom al film. Després d'anys de baixada a l'infern de la dependència, coneix, en un asil per a bojos, Khemaïs, amb qui redescobreix el gust per estimar i viure.

## Repartiment
- Rabia Ben Abdallah: Zakia
- Raouf Ben Amor: Si Mokhtar
- Alaeddine Ayoub: Khemaïs
- Leila Chebbi: Anissa
- Halima Daoud: sogra de Zakia
- Kawther El Bardi: Saïda
- Jalel Eddine Saadi
- Mohamed Ali Ben Jemaa: Jaâfar
- Samia Rhaiem
- Oumayma Ben Hafsia
- Saoussen Maalej
- Naïma El Jeni
- Sihem Msadek
- Najoua Zouhair

## Recepció
La premsa popular tunisiana en àrab van criticar-li que parlés d'un tema considerat «lleuger», «superflu» o «anacrònic». Tanmateix, el diari tunisià en francès Le Temps va saludar «el coratge i la generositat» de la pel·lícula pel seu enfocament a «temes espinosos i complexos».
El tractament de la relació entre l'home i la dona i el de l'homosexualitat a la pel·lícula també van despertar debat, sobretot durant un acte a la Maison de la culture maghrébine Ibn-Khaldoun a Tunis.

## Premis
Va participar en la secció oficial de la XXVII edició de la Mostra de València, en la que va guanyar la Palmera de plata i el premi a la millor interpretació femenina.